# Jens Lapidus
Jens Lapidus (ur. 24 maja 1974 w Sztokholmie) – szwedzki pisarz, autor powieści kryminalnych i thrillerów.

## Życiorys
Urodził się i dorastał w sztokholmskiej dzielnicy Hägersten. Z wykształcenia jest prawnikiem. Debiutował w 2006 powieścią Szybki cash (Snabba Cash). Jej akcja rozgrywa się w Sztokholmie, głównie w środowisku imigranckim, choć pojawiają się również opisy wyższych sfer. Powieść zaczynają motta zaczerpnięte z twórczości Jamesa Ellroya i Dennisa Lehane. Szybki cash jest pierwszą częścią „Czarnej Trylogii Sztokholmskiej”, druga ukazała się w 2008, trzecia zaś w 2011.

### Rodzina
Jest żonaty. Ma córkę i syna.

## Twórczość
Cykl „Czarna Trylogia Sztokholmska”
- 2006: Snabba cash – wyd. pol. Szybki cash, W.A.B. 2008, tłum. Mariusz Kalinowski; ekranizacja Szybki cash (2010)
- 2008: Aldrig fucka upp – wyd. pol. Zimna stal, W.A.B. 2009, tłum. Mariusz Kalinowski
- 2011: Livet deluxe – wyd. pol. Życie deluxe, W.A.B. 2013, tłum. Paulina Jankowska

Cykl „Teddy i Emelie”
- 2014: VIP-rummet – wyd. pol. VIP-room, Wydawnictwo Marginesy 2015, tłum. Paulina Jankowska
- 2015: STHLM Delete – wyd. pol. Sztokholm delete, Wydawnictwo Marginesy 2016, tłum. Agata Teperek[1]
- 2017: Top Dogg wyd. pol. Top Dogg, Wydawnictwo Marginesy 2019, tłum. Agata Teperek

Inne
- 2009: Gängkrig 145 – powieść graficzna, wspólnie z Peterem Bergtingiem
- 2011: Heder
- 2012: Mamma försökte